# Placa del mar Egeo

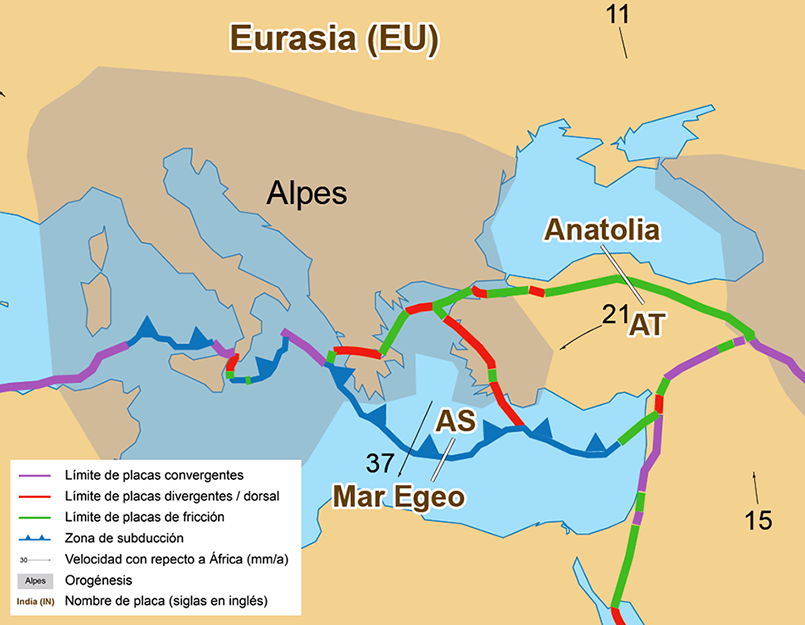
Placa tectónica del Mar Egeo o placa Helénica

La placa del Mar Egeo (también llamada Placa Helénica) es una pequeña placa tectónica ubicada en el este del mar Mediterráneo bajo el sur de Grecia y el oeste de Turquía. Su límite sur es una zona de subducción al sur de Creta, donde la placa africana es subducida por debajo de la placa del Mar Egeo. Se la considera parte de la placa Euroasiática, y es un límite divergente responsable de la formación del golfo de Corinto.
- Datos: Q945014
- Multimedia: Aegean tectonic plate / Q945014